# یادگار جاماسبی
یادگار جاماسبی (پهلوی: ایادگار جاماسپیگ) نوشته‌ای است شامل پاسخ جاماسب به سؤالات گشتاسب و پاره‌ای پیشگویی‌های وی به ویژه در مورد آخر الزمان و ظهور سوشیانت که بجز قطعات کمی از آن به اصل پهلوی در دسترس نبوده و نسخه پازند آن و نیز پازند به خط دری در دست است.
فصل نخست کتاب با توصیفی از دانایی جاماسب آغاز می‌شود. فصل دوم پاسخ به این سؤال است که چیست که همیشه بوده و همیشه هست و همیشه خواهد بود. فصل سوم پاسخ به این سؤال است که اورمزد از میان آفریدگان مینو کدام یک را نخست و از میان آفریدگان گیتی کدام یک را نخست آفریده است. فصل چهارم پاسخ به این سؤال است که نخستین فرمانروا چه کسی بود و روش فرمانروایان چه بود. در این فصل از فرمانروایان ایران از کیومرث تا کی لهراسب سخن رفته است. فصل پنجم دربارهٔ مردمانی است که در البرز اقامت دارند. فصل هفتم دربارهٔ مردمی است درکنگدز زندگی می‌کنند. فصل هشتم دربارهٔ مردم هندوستان و چین و ترکستان و تازیان و بربرستان است. فصل نهم دربارهٔ مردمان عجیب الخلقه است مانند کسانی که چشمشان روی سینه و گوششان روی سینه است و دوال پایان. فصل دهم دربارهٔ مردم سیلان و کسانی است که در دریا زندگی می‌کنند. فصل یازدهم دربارهٔ اینکه چرا اورمزد مردمان سرکشی را که می‌دانست بیشتربه دوزخ می‌روند آفرید. فصل دوازدهم دربارهٔ مازندران و ترکان است. فصل سیزدهم دربارهٔ خصوصیت پیشگویی جاماسب است. فصل چهاردهم دربارهٔ مدت زمان سلطنت گشتاسب و کارهای خوب و وطیفهٔ گشتاسب است. فصل پانزدهم دربارهٔ فرمانروایان ایران پس از گشتاسب تا غلبهٔ تازیان است. فصل شانزدهم پاسخ به این سؤال است که دین تا چند سال رواج دارد و پس از آنچه زمان و دورانی فرا رسد. فصل هفدهم شرح حوادث پایان جهان است.